# Hakob Tonoyani anvan Sowpergavat' 2017
La Hakob Tonoyan Super Cup 2017 è stata la 20ª edizione della supercoppa armena di calcio.
L'incontro, disputatosi il 24 settembre 2017, ha visto affrontarsi l'Alaškert, campione d'Armenia, e lo Širak, vincitore della Coppa d'Armenia 2016-2017.
La partita è stata vinta dallo Širak, che si è aggiudicato il trofeo per la quinta volta nella sua storia.

## Tabellino
| Arbitro: | Baliyan (Erevan) |

|  |           |                             |
|  | Marcatori | 80’ Bakayoko 90’ Mkhitaryan |